# Stockholm Syndrome
Singles de Muse
Dead Star/In Your World
(2002) Time Is Running Out
(2003)
Pistes de Absolution
Sing for Absolution
(4) Falling Away with You
(6)
Stockholm Syndrome est un titre du groupe britannique Muse, premier single extrait de leur troisième album, Absolution. Paru quelques mois avant sa sortie en tant que "lead-single", il sera un des morceaux les plus célèbres de l'album, atteignant la 31e place des téléchargements musicaux en Grande-Bretagne. Il paraîtra sous CD en tant que 3e single de l'album en mars 2005, aux États-Unis.
Le titre provient du Syndrome de Stockholm, qui fut pour la première fois observé dans la capitale suédoise en 1973, lorsque les employés d'une banque pris en otages se mirent à éprouver de l'empathie à l'encontre de leurs ravisseurs, allant jusqu'à les protéger lors de l'intervention de la police. La ligne du refrain « This is the last time I'll abandon you / And this is / The last time I'll forget you / I wish I could » (C'est la dernière fois que je t'abandonnerai, et la dernière fois que je t'oublierai - j'aurais aimé pouvoir) traduit en effet le ressenti du sujet lors de cet état, tiraillé entre crainte et compassion.

## Autour du morceau
À l'origine, le premier extrait de l'album était censé être The Small Print, mais la production revint sur cette décision quelques mois plus tard, lui préférant Stockholm Syndrome. The Small Print ne sera par la suite pas retenu dans les singles de l'album.
En concert, ce titre fait souvent suite à Plug In Baby, du fait de son tempo similaire. Également, durant la tournée de l'album The Resistance, la chanson fut couplée au titre Exogenesis, car elles sont dans la même tonalité.
L'outro de Stockholm Syndrome fait souvent suite à des jams improvisés, son riff (inspiré du style "System of a Down") étant à la base un cours instrumental appelé D-tuned riff ou New D (en référence à la tonalité en Ré ("D" en anglais) dans lequel il était joué), que Matthew travaillera au piano durant les sessions d'enregistrement, pendant que guitare et synthétiseur seront enregistrés en parallèle et incorporés au mixage final.
On retrouve la chanson sur le DVD de l'album, celui du festival musical Big Day Out 2004, et en contenu téléchargeable (avec Supermassive Black Hole et Exo-politics) pour le jeu "Guitar Hero III: Legends of Rock".
Lors du festival de Glastonbury en 2004, Muse interprète cette musique en dernier, terminant le concert sur une de ses plus belles performances (Matthew Bellamy le dit en direct "It's been the best gig of my life thank you very much"), la musique est poursuivie en improvisation dans un délire total[pertinence contestée]. Chris Wolstenholme (bassiste du groupe) montait littéralement sur son public qui le portait. Il fut complimenté par Paul McCartney plus tard, pour son jeu de scène exceptionnel lors de ce live. Pendant ce temps, Matthew Bellamy improvisait avec sa guitare des sons aigus métalliques et des jams en faisant tout tomber autour de lui. Le groupe finit par sortir de la scène "en ruine", sur un son strident aigu. A la fin, le père du batteur, Dominic Howard, qui assistait au concert, est décédé d'une crise cardiaque.[réf. nécessaire]

## Formats et pistes
| 1. | Stockholm Syndrome | 4:58 |
| 2. | Stockholm Syndrome | 4:58 |

| 1. | Stockholm Syndrome (version radio) | 4:03 |
| 2. | Stockholm Syndrome (version album) | 4:56 |